# Oscar al miglior cortometraggio d'animazione
L'Oscar al miglior cortometraggio d'animazione (Academy Award for Best Animated Short Film) viene assegnato al cortometraggio d'animazione votato come migliore dall'Academy of Motion Picture Arts and Sciences, cioè l'ente che assegna gli Academy Awards, i celebri premi cinematografici conosciuti in Italia come premi Oscar.

## Vincitori e candidati
L'elenco mostra il vincitore di ogni anno, seguito dai film che hanno ricevuto la nomination. Per ogni film sono indicati: titolo italiano (se disponibile), titolo originale e regista.
Gli anni indicati sono quelli in cui è stato assegnato il premio e non quello in cui è stato diretto il film. Per maggiori informazioni si veda la voce Cerimonie dei premi Oscar.

### 1930
- 1932
  - Fiori e alberi (Flowers and Trees), regia di Burt Gillett
  - Mi ha preso ancora! (It's Got Me Again!), regia di Rudolf Ising
  - Gli orfani di Topolino (Mickey's Orphans), regia di Burt Gillett
- 1934
  - I tre porcellini (The Three Little Pigs), regia di Burt Gillett
  - The Merry Old Soul, regia di Walter Lantz e William Nolan
  - Topolino costruttore (Building a Building), regia di David Hand
- 1935
  - La lepre e la tartaruga (The Tortoise and the Hare), regia di Wilfred Jackson
  - Holiday Land
  - Jolly Little Elves, regia di Manuel Moreno
- 1936
  - I tre orfanelli (Three Orphan Kittens), regia di David Hand
  - The Calico Dragon, regia di Rudolf Ising
  - Chi ha ucciso Cock Robin? (Who Killed Cock Robin?), regia di David Hand
- 1937
  - Il cugino di campagna (The Country Cousin), regia di David Hand e Wilfred Jackson
  - Braccio di Ferro incontra Sinbad (Popeye the Sailor Meets Sindbad the Sailor), regia di Dave Fleischer
  - Meriggio musicale (Old Mill Pond), regia di Hugh Harman
- 1938
  - Il vecchio mulino (The Old Mill), regia di Wilfred Jackson
  - Educated Fish, regia di Dave Fleischer
  - The Little Match Girl, regia di Arthur Davis
- 1939
  - Ferdinando il toro (Ferdinand the Bull), regia di Dick Rickard
  - L'eroico ammazzasette (Brave Little Tailor), regia di Burt Gillett
  - Hunky e Spunky, regia di Dave Fleischer
  - Paperino e i boy scouts (Good Scouts), regia di Jack King
  - Tra le stelle di Hollywood (Mother Goose Goes Hollywood), regia di Wilfred Jackson

### 1940
- 1940
  - Il piccolo diseredato, regia di Jack Cutting
  - Detouring America, regia di Tex Avery
  - Pace in terra (Peace on Earth), regia di Hugh Harman
  - Pluto e le papere (The Pointer), regia di Clyde Geronimi
- 1941
  - La via lattea (The Milky Way), regia di Rudolf Ising
  - Caccia al coniglio (A Wild Hare), regia di Tex Avery
  - Un gatto messo alla porta (Puss Gets the Boot), regia di Joseph Barbera, William Hanna e Rudolph Ising
- 1942
  - Porgimi la zampa (Lend a Paw), regia di Clyde Geronimi
  - Boogie Woogie Bugle Boy of Company B, regia di Walter Lantz
  - Ciavatta e Rosicchio (Hiawatha's Rabbit Hunt), regia di Friz Freleng
  - How War Came, regia di Paul Fennell
  - Paperino acchiappasomari (Truant Officer Donald), regia di Jack King
  - Rapsodia newyorkese (Rhapsody in Rivets), regia di Friz Freleng
  - Rhythm in the Ranks, regia di George Pal
  - The Rookie Bear, regia di Rudolf Ising
  - Superman, regia di Dave Fleischer
  - La vigilia di Natale (The Night Before Christmas), regia di William Hanna e Joseph Barbera
- 1943
  - Der Fuehrer's Face, regia di Jack Kinney
  - All Out for 'V', regia di Mannie Davis
  - Blitz Wolf, regia di Tex Avery
  - Juke Box Jamboree, regia di Alex Lovy
  - La danza dei porcellini (Pigs in a Polka), regia di Friz Freleng
  - Tulips Shall Grow, regia di George Pal
- 1944
  - Dichiarazione di guerra (The Yankee Doodle Mouse), regia di Joseph Barbera e William Hanna
  - The 500 Hats of Bartholomew Cubbins, regia di George Pal
  - The Dizzy Acrobat, regia di Alex Lovy
  - Un'esca scatenata (Greetings Bait), regia di Friz Freleng
  - Imagination, regia di Bob Wickersham
  - Reason and Emotion, regia di Bill Roberts
- 1945
  - Jerry nei guai (Mouse Trouble), regia di Joseph Barbera e William Hanna
  - And To Think I Saw It on Mulberry Street, regia di George Pal
  - Il cantante (Swooner Crooner), regia di Frank Tashlin
  - Dog, Cat and Canary, regia di Howard Swift
  - Fish Fry, regia di Shamus Culhane
  - How To Play Football, regia di Jack Kinney
  - My Boy Johnny, regia di Eddie Donnelly
- 1946
  - Silenzio, prego! (Quiet Please!), regia di Joseph Barbera e William Hanna
  - Jasper and the Beanstalk, regia di George Pal
  - Mighty Mouse in Gypsy Life, regia di Connie Rasinski
  - The Poet and Peasant, regia di Dick Lundy
  - Il reato di Paperino (Donald's Crime), regia di Jack King
  - Rippling Romance, regia di Bob Wickersham
  - Vita da piume (Life with Feathers), regia di Friz Freleng
- 1947
  - Jerry pianista (The Cat Concerto), regia di Joseph Barbera e William Hanna
  - I cacciatori cacciati (Squatter's Rights), regia di Jack Hannah
  - La gallina, questa sconosciuta (Walky Talky Hawky), regia di Robert McKimson
  - John Henry and the Inky Poo, regia di George Pal
  - Musical Moments from Chopin, regia di Dick Lundy
- 1948
  - La torta di Titti (Tweetie Pie), regia di Friz Freleng
  - Paperino ha freddo (Chip An' Dale), regia di Jack Hannah
  - Dr. Jerrill e Mr. Mouse (Dr. Jekyll and Mr. Mouse), regia di Joseph Barbera e William Hanna
  - Anche Pluto vuol cantare (Pluto's Blue Note), regia di Charles A. Nichols
  - Tubby the Tuba, regia di George Pal
- 1949
  - Piccolo orfano (The Little Orphan), regia di Joseph Barbera e William Hanna
  - La conquista di una casa (Mouse Wreckers), regia di Chuck Jones
  - Robin Hoodlum, regia di John Hubley
  - Rullano i tam-tam, regia di Jack Hannah
  - Topolino e le foche (Mickey and the Seal), regia di Charles A. Nichols

### 1950
- 1950
  - Per motivi sentimentali (For Scent-Imental Reasons), regia di Chuck Jones
  - Hatch Up Your Troubles, regia di Joseph Barbera e William Hanna
  - The Magic Fluke, regia di John Hubley
  - Battaglia tra i giocattoli, regia di Jack Hannah
- 1951
  - Gerald McBoing-Boing, regia di Robert Cannon
  - Il cugino di Jerry (Jerry's Cousin), regia di Joseph Barbera e William Hanna
  - Trouble Indemnity, regia di Pete Burness e John Hubley
- 1952
  - I due moschettieri (The Two Mouseketeers), regia di Joseph Barbera e William Hanna
  - Lambert, the Sheepish Lion, regia di Jack Hannah
  - Rooty Toot Toot, regia di John Hubley
- 1953
  - Caccia a tempo di valzer (Johann Mouse), regia di Joseph Barbera e William Hanna
  - Little Johnny Jet, regia di Tex Avery
  - Madeline, regia di Robert Cannon
  - Pink and Blue Blues, regia di Pete Burness
  - Romance of Transportation, regia di Colin Low
- 1954
  - Tà-tà tì-tì zin-zin bum (Toot, Whistle, Plunk and Boom), regia di Ward Kimball e Charles A. Nichols
  - Christopher Crumpet, regia di Robert Cannon
  - Dalla A alla Z-Z-Z-Z (From A to Z-Z-Z-Z), regia di Chuck Jones
  - Il tappetorso, regia di Jack Hannah
  - The Tell-Tale Heart, regia di Ted Parmelee
- 1955
  - When Magoo Flew, regia di Pete Burness
  - Attenti al cane (Sandy Claws), regia di Friz Freleng
  - Crazy Mixed Up Pup, regia di Tex Avery
  - Moschettiere dilettante (Touché, Pussy Cat!), regia di Joseph Barbera e William Hanna
  - Pigs Is Pigs, regia di Jack Kinney
- 1956
  - Più veloce di Gonzales (Speedy Gonzales), regia di Friz Freleng
  - Good Will to Men, regia di Joseph Barbera e William Hanna
  - The Legend of Rockabye Point, regia di Tex Avery
  - La stagione della caccia, regia di Jack Hannah
- 1957
  - Magoo's Puddle Jumper, regia di Pete Burness
  - Gerald McBoing! Boing! on Planet Moo, regia di Robert Cannon
  - The Jay Walker, regia di Robert Cannon
- 1958
  - Silvestro il moralista (Birds Anonymus), regia di Friz Freleng
  - Arriba Gonzales (Tabasco Road), regia di Robert McKimson
  - One Droopy Knight, regia di Michael Lah
  - Trees and Jamaica Daddy, regia di Lew Keller
  - The Truth about Mother Goose, regia di Bill Justice e Wolfgang Reitherman
- 1959
  - Il cavaliere Bugs (Knighty Knight Bugs), regia di Friz Freleng
  - Paul Bunyan, regia di Les Clark
  - Sidney's Family Tree, regia di Art Bartsch

### 1960
- 1960
  - Moonbird, regia di John Hubley
  - Due gatti contro Gonzales (Mexicali Shmoes), regia di Friz Freleng
  - Noah's Ark, regia di Bill Justice
  - The Violinist, regia di Ernest Pintoff
- 1961
  - Munro, regia di Gene Deitch
  - Golia, piccolo elefante (Goliath II), regia di Wolfgang Reitherman
  - La nota ubriaca (High Note), regia di Chuck Jones
  - O místo na slunci, regia di Frantisek Vystrecil
  - Il topo della discordia (Mouse and Garden), regia di Friz Freleng
- 1962
  - The Substitute, regia di Dusan Vukotic
  - Pippo e il fuoribordo, regia di Wolfgang Reitherman
  - Passaggio all'avello (Beep Prepared), regia di Chuck Jones e Maurice Noble
  - Il mal d'Africa (Nelly's Folly), regia di Chuck Jones e Abe Levitow
  - Il pifferaio di Guadalupe (The Pied Piper of Guadalupe), regia di Friz Freleng e Hawley Pratt
- 1963
  - The Hole, regia di John Hubley
  - Icarus Montgolfier Wright, regia di Jules Engel
  - Ora senti questo (Now Hear This), regia di Chuck Jones e Maurice Noble
  - Self Defense... for Cowards, regia di Gene Deitch
  - A Symposium on Popular Songs, regia di Bill Justice
- 1964
  - The Critic, regia di Ernest Pintoff
  - Automania 2000, regia di John Halas
  - Igra, regia di Dusan Vukotic
  - My Financial Career, regia di Grant Munro e Gerald Potterton
  - Pianissimo, regia di Carmen D'Avino
- 1965
  - The Pink Phink, regia di Friz Freleng e Hawley Pratt
  - Christmas Cracker, regia di Jeff Hale e Norman McLaren
  - How To Avoid Friendship, regia di Gene Deitch
  - Nudnik#2, regia di Gene Deitch
- 1966
  - The Dot and the Line, regia di Chuck Jones e Maurice Noble
  - Clay or The Origin of Species, regia di Eliot Noyes Jr.
  - La gazza ladra, regia di Giulio Giannini e Emanuele Luzzati
- 1967
  - Herb Alpert and the Tijuana Brass Double Feature, regia di John Hubley
  - The Drag, regia di Carlos Marchiori
  - The Pink Blueprint, regia di Hawley Pratt
- 1968
  - The Box, regia di Fred Wolf
  - Hypothèse Beta, regia di Jean-Charles Meunier
  - What on Earth!, regia di Les Drew e Kaj Pindal
- 1969
  - Troppo vento per Winny-Puh (Winnie the Pooh and the Blustery Day), regia di Wolfgang Reitherman
  - The Magic Pear Tree, regia di Charles Swenson
  - La maison de Jean-Jacques, regia di Ron Tunis
  - Windy Day, regia di John Hubley e Faith Hubley

### 1970
- 1970
  - Che strazio nascere uccelli, regia di Ward Kimball
  - En marchant, regia di Ryan Larkin
  - Of Men and Demons, regia di John Hubley
- 1971
  - Is It Always Right To Be Right?, regia di Lee Mishkin
  - The Further Adventures of Uncle Sam: Part Two, regia di Dale Case e Robert Mitchell
  - The Shepherd, regia di Cameron Guess
- 1972
  - The Crunch Bird, regia di Ted Petok
  - Evolution, regia di Michael Mills
  - The Selfish Giant, regia di Peter Zander
- 1973
  - A Christmas Carol, regia di Richard Williams
  - Kama Sutra Rides Again, regia di Bob Godfrey
  - Tup Tup, regia di Nedeljko Dragic
- 1974
  - Frank Film, regia di Caroline Mouris e Frank Mouris
  - The Legend of John Henry, regia di Sam Weiss
  - Pulcinella, regia di Emanuele Luzzati
- 1975
  - Closed Mondays, regia di Bob Gardiner e Will Vinton
  - The Family That Dwelt Apart, regia di Yvon Malette
  - Hunger, regia di Peter Foldes
  - Tigro e Winny-Puh a tu per tu (Winnie the Pooh and Tigger Too), regia di John Lounsbery
  - Voyage to Next, regia di Faith Hubley e John Hubley
- 1976
  - Great, regia di Bob Godfrey
  - Kick Me, regia di Robert Swarthe
  - Monsieur Pointu, regia di André Leduc e Bernard Longpré
  - Sisyphus, regia di Marcell Jankovics
- 1977
  - Leisure, regia di Bruce Petty
  - Dedalo, regia di Manfredo Manfredi
  - The Street, regia di Caroline Leaf
- 1978
  - Le château de sable, regia di Co Hoedeman
  - The Bead Game, regia di Ishu Patel
  - The Doonesbury Special, regia di Faith Hubley, John Hubley e Garry Trudeau
  - Jimmy the C, regia di James Picker
- 1979
  - Special Delivery, regia di Eunice Macaulay e John Weldon
  - Oh My Darling, regia di Børge Ring
  - Rip van Winkle, regia di Will Vinton

### 1980
- 1980
  - Every Child, regia di Eugene Fedorenko
  - Dream Doll, regia di Bob Godfrey
  - It's So Nice to Have a Wolf Around the House, regia di Paul Fierlinger
- 1981
  - A légy, regia di Ferenc Rofusz
  - History of the World in Three Minutes Flat, regia di Michael Mills
  - Tout rien, regia di Frédéric Back
- 1982
  - Crac!, regia di Frédéric Back
  - The Creation, regia di Will Vinton
  - The Tender Tale of Cinderella Penguin, regia di Janet Pearlman
- 1983
  - Tango, regia di Zbigniew Rybczyński
  - The Great Cognito, regia di Will Vinton
  - Il pupazzo di neve (The Snowman), regia di Dianne Jackson
- 1984
  - Sundae in New York, regia di Jimmy Picker
  - Sound of Sunshine - Sound of Rain, regia di Florence Parry Heide
  - Canto di Natale di Topolino, regia di Burny Mattinson
- 1985
  - Charade, regia di John Minnis
  - Doctor De Soto, regia di Michael Sporn
  - Paradise, regia di Ishu Patel
- 1986
  - Anna & Bella, regia di Børge Ring
  - The Big Snit, regia di Richard Condie
  - Second Class Mail, regia di Alison Snowden
- 1987
  - Una tragedia greca (Een griekse tragedie), regia di Nicole van Goethem
  - The Frog, the Dog and the Devil, regia di Bob Stenhouse
  - Luxo Junior (Luxo Jr.), regia di John Lasseter
- 1988
  - L'uomo che piantava gli alberi, regia di Frédéric Back
  - George and Rosemary, regia di David Fine e Alison Snowden
  - Your Face, regia di Bill Plympton
- 1989
  - Tin Toy, regia di John Lasseter
  - The Cat Came Back, regia di Cordell Barker
  - Technological Threat, regia di Brian Jennings e Bill Kroyer

### 1990
- 1990
  - Balance, regia di Christoph Lauenstein e Wolfgang Lauenstein
  - The Cow, regia di Alexander Petrov
  - The Hill Farm, regia di Mark Baker
- 1991
  - Interviste mai viste (Creature Comforts), regia di Nick Park
  - Cavallette, regia di Bruno Bozzetto
  - Una fantastica gita (A Grand Day Out), regia di Nick Park
- 1992
  - Manipulation, regia di Daniel Greaves
  - Blackfly, regia di Christopher Hinton
  - Strings, regia di Wendy Tilby
- 1993
  - Mona Lisa Descending a Staircase, regia di Joan C. Gratz
  - Adam, regia di Peter Lord
  - Reci, Reci, Reci..., regia di Michaela Pavlátová
  - The Sandman, regia di Paul Berry
  - Screen Play, regia di Barry Purves
- 1994
  - I pantaloni sbagliati (The Wrong Trousers), regia di Nick Park
  - Blindscape, regia di Stephen Palmer
  - Le fleuve aux grandes eaux, regia di Frédéric Back
  - Small Talk
  - Il villaggio (The Village), regia di Mark Baker
- 1995
  - Bob's Birthday, regia di David Fine e Alison Snowden
  - The Big Story, regia di David Stoten e Tim Watts
  - The Janitor, regia di Vanessa Schwartz
  - Le moine et le poisson, regia di Michaël Dudok de Wit
  - Triangle, regia di Erica Russell
- 1996
  - Una tosatura perfetta (Wallace & Gromit: A Close Shave), regia di Nick Park
  - The Chicken from Outer Space, regia di John Dilworth
  - The End, regia di Chris Landreth
  - Gagarin, regia di Alexij Kharitidi
  - Topolino e il cervello in fuga (Runaway Brain), regia di Chris Bailey
- 1997
  - Quest, regia di Tyron Montgomery
  - Canhead, regia di Timothy Hittle
  - La Salla, regia di Richard Condie
  - Wat's Pig, regia di Peter Lord
- 1998
  - Il gioco di Geri (Geri's Game), regia di Jan Pinkava
  - Famous Fred, regia di Joanna Quinn
  - Redux Riding Hood, regia di Steve Moore
  - Rusalka, regia di Aleksandr Petrov
  - La vieille dame et les pigeons, regia di Sylvain Chomet
- 1999
  - Bunny, regia di Chris Wedge
  - The Canterbury Tales, regia di Dave Antrobus, Mic Graves, Claire Jennings, Les Mills, Jonathan Myerson, Ashley Potter, Joanna Quinn, Renat Zinnurov, Aida Zyablikova
  - Jolly Roger, regia di Mark Baker
  - More, regia di Mark Osborne
  - Når livet går sin vej, regia di Karsten Kiilerich e Stefan Fjeldmark

### 2000
- 2000
  - Il vecchio e il mare, regia di Aleksandr Petrov
  - 3 Misses, regia di Paul Driessen
  - Humdrum, regia di Peter Peake
  - My Grandmother Ironed the King's Shirts, regia di Torill Kove
  - When the Day Breaks, regia di Wendy Tilby e Amanda Forbis
- 2001
  - Father and Daughter, regia di Michaël Dudok de Wit
  - The Periwig-Maker, regia di Steffen Schäffler
  - Rejected, regia di Don Hertzfeldt
- 2002
  - Pennuti spennati (For the Birds), regia di Ralph Eggleston
  - Fifty Percent Grey, regia di Ruairi Robinson e Seamus Byrne
  - Give Up Yer Aul Sins, regia di Cathal Gaffney e Darragh O'Connell
  - Strange Invaders, regia di Cordell Barker
  - Stubble Trouble, regia di Joseph E. Merideth
- 2003
  - The Chubbchubbs!, regia di Eric Armstrong
  - Das Rad, regia di Chris Stenner e Heidi Wittlinger
  - Katedra, regia di Tomek Baginski
  - Mt. Head, regia di Koji Yamamura
- 2004
  - Harvie Krumpet, regia di Adam Elliot
  - L'agnello rimbalzello (Boundin'), regia di Bud Luckey
  - Destino, regia di Dominique Monfery
  - Gone Nutty, regia di Chris Wedge
  - Nibbles, regia di Christopher Hinton
- 2005
  - Ryan, regia di Chris Landreth
  - Birthday Boy, regia di Sejong Park
  - Gopher Broke, regia di Jeff Fowler e Tim Miller
  - Guard Dog, regia di Bill Plympton
  - Lorenzo, regia di Mike Gabriel
- 2006
  - The Moon and the Son, regia di John Canemaker
  - 9, regia di Shane Acker
  - Badgered, regia di Sharon Colman
  - One Man Band, regia di Mark Andrews, Andrew Jimenez
  - The Mysterious Geographic Explorations of Jasper Morello, regia di Anthony Lucas
- 2007
  - The Danish Poet, regia di Torill Kove
  - Una ghianda è per sempre (No Time for Nuts), regia di Chris Renaud e Mike Thurmeier
  - La piccola fiammiferaia (The Little Matchgirl), regia di Roger Allers
  - Maestro, regia di Géza M. Tóth
  - Stu - Anche un alieno può sbagliare (Lifted), regia di Gary Rydstrom
- 2008
  - Pierino & il lupo (Prokofiev's Peter & the Wolf), regia di Suzie Templeton
  - I Met the Walrus, regia di Josh Raskin
  - Madame Tutli-Putli, regia di Chris Lavis e Maciek Szczerbowski
  - Même les pigeons vont au paradis, regia di Samuel Tourneux
  - Moja ljubov', regia di Aleksandr Petrov
- 2009
  - Tsumiki no ie, regia di Kunio Katō
  - Oktapodi, regia di Emud Mokhberi e Thierry Marchand
  - Presto, regia di Doug Sweetland
  - This Way Up, regia di Alan Smith e Adam Foulkes
  - Ubornaja istorija - ljubovnaja istorija, regia di Konstantin Bronzit

### 2010
- 2010
  - Logorama, regia di Nicolas Schmerkin
  - La Dama y la Muerte, regia di Javier Recio Gracia
  - French Roast, regia di Fabrice O. Joubert
  - Granny O'Grimm's Sleeping Beauty, regia di Nicky Phelan and Darragh O'Connell
  - Questione di pane o di morte (A Matter of Loaf and Death), regia di Nick Park
- 2011
  - The Lost Thing, regia di Shaun Tan e Andrew Ruhemann
  - Il Gruffalo, regia di Jakob Schuh e Max Lang
  - Let's Pollute, regia di Geefwee Boedoe
  - Madagascar, carnet de voyage (Madagascar, a Journey Diary), regia di Bastien Dubois
  - Quando il giorno incontra la notte, regia di Teddy Newton
- 2012
  - The Fantastic Flying Books of Mr. Morris Lessmore, regia di William Joyce e Brandon Oldenburg
  - Dimanche, regia di Patrick Doyon
  - La luna, regia di Enrico Casarosa
  - A Morning Stroll, regia di Grant Orchard e Sue Goffe
  - Wild Life, regia di Amanda Forbis e Wendy Tilby
- 2013
  - Paperman, regia di John Kahrs
  - Adam and Dog, regia di Minkyu Lee
  - Fresh Guacamole, regia di PES
  - Head over Heels, regia di Timothy Reckart
  - The Longest Daycare, regia di David Silverman
- 2014
  - Mr Hublot, regia di Laurent Witz e Alexandre Espigares
  - Feral, regia di Daniel Sousa e Dan Golden
  - Possessions, regia di Shuhei Morita
  - La strega Rossella (Room on the Broom), regia di Max Lang e Jan Lachauer
  - Tutti in scena! (Get a Horse!), regia di Lauren MacMullan e Dorothy McKim
- 2015
  - Winston (Feast), regia di Patrick Osborne
  - The Bigger Picture, regia di Daisy Jacobs
  - The Dam Keeper, regia di Robert Kondo e Daisuke Tsutsumi
  - Me and My Moulton, regia di Torill Kove
  - A Single Life, regia di Joris Oprins
- 2016
  - Bear Story, regia di Gabriel Osorio Vargas
  - Prologue, regia di Richard Williams
  - Sanjay's Super Team, regia di Sanjay Patel
  - We can't live without cosmos, regia di Konstantin Bronzit
  - World of tomorrow, regia di Don Hertzfeldt
- 2017
  - Piper, regia di Alan Barillaro
  - Blind Vaysha, regia di Theodore Ushev
  - Borrowed Time, regia di Andrew Coats e Lou Hamou-Lhadj
  - Pear and Cider Cigarettes, regia di Robert Valley
  - Pearl, regia di Patrick Osborne
- 2018
  - Dear Basketball, regia di Glen Keane e Kobe Bryant
  - Garden Party, regia di Victor Caire e Gabriel Grapperon
  - Lou, regia di Dave Mullins e Dana Murray
  - Negative Space, regia di Max Porter e Ru Kuwahata
  - Revolting Rhymes, regia di Jakob Schuh e Jan Lachauer
- 2019
  - Bao, regia di Domee Shi
  - Animal Behaviour, regia di Alison Snowden, David Fine
  - Late Afternoon, regia di Louise Bagnall
  - One Small Step, regia di Andrew Chesworth e Bobby Pontillas
  - Weekends, regia di Trevor Jimenez

### 2020
- 2020
  - Hair Love, regia di Bruce W. Smith, Matthew A. Cherry e Everett Downing Jr.
  - Dcera, regia di Daria Kascheeva
  - Kitbull, regia di Rosana Sullivan
  - Mémorable, regia di Bruno Collet
  - Sister, regia di Siqi Song
- 2021
  - Se succede qualcosa, vi voglio bene (If Anything Happens I Love You), regia di Will McCormack e Michael Govier
  - Genius loci, regia di Adrien Mérigeau
  - Já-Fólkið, regia di Gísli Darri Halldórsson
  - Opera, regia di Erick Oh
  - La tana (Burrow), regia di Madeline Sharafian
- 2022
  - The Windshield Wiper, regia di Alberto Mielgo e Leo Sanchez
  - Affairs of the art, regia di Joanna Quinn e Les Mills
  - Bestia, regia di Hugo Covarrubias e Tevo Díaz
  - Boxballet, regia di Anton Dyakov
  - Robin Robin, regia di Dan Ojari e Mikey Please
- 2023
  - Il bambino, la talpa, la volpe e il cavallo (The Boy, the Mole, the Fox and the Horse), regia di Charlie Mackesy e Matthew Freud
  - The Flying Sailor, regia di Amanda Forbis e Wendy Tilby
  - Ice Merchants, regia di João Gonzalez e Bruno Caetano
  - My Year of Dicks, regia di Sara Gunnarsdottir e Pamela Ribbon
  - An Ostrich Told Me the World Is Fake and I Think I Believe It, regia di Lachlan Pendragon
- 2024
  - War Is Over! Inspired by the Music of John & Yoko, regia di Dave Mullins
  - Letter to a Pig, regia di Tal Kantor
  - Ninety-Five Senses, regia di Jared Hess e Jerusha Hess
  - Our Uniform, regia di Yegane Moghaddam
  - Pachyderme, regia di Stéphanie Clément
- 2025
  - Dar sāye sarv, regia di Hossein Molayemi e Shirin Sohani
  - Amedama, regia di Daisuke Nishio
  - Beautiful Men, regia di Nicolas Keppens
  - Beurk!, regia di Loïc Espuche
  - Wander to Wonder, regia di Nina Gantz